# Lamborghini Huracán
Lamborghini Huracán – supersamochód klasy średniej produkowany pod włoską marką Lamborghini w latach 2013–2024.

## Historia i opis modelu

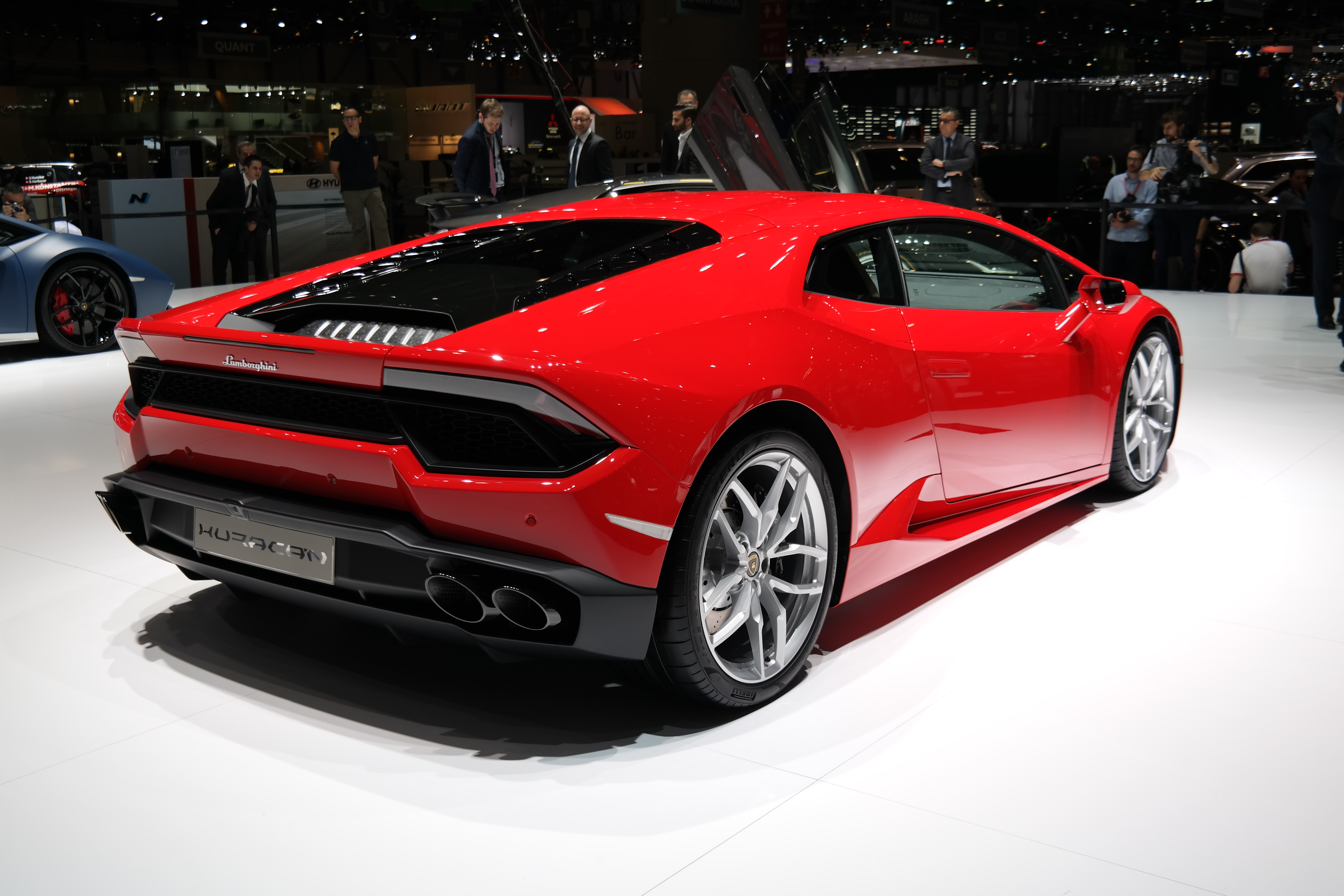
Lamborghini Huracan - tył

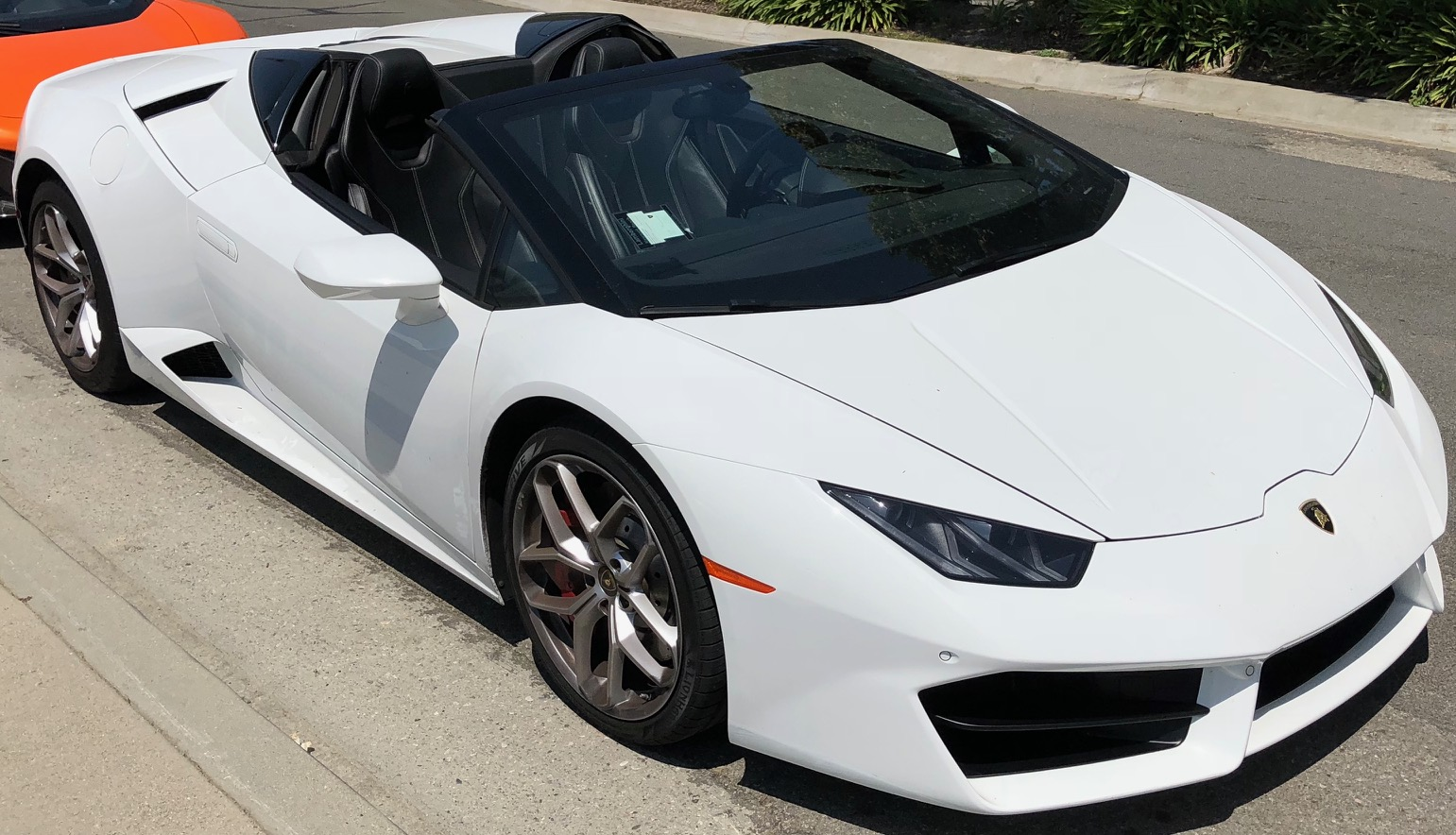
Lamborghini Huracan Spyder

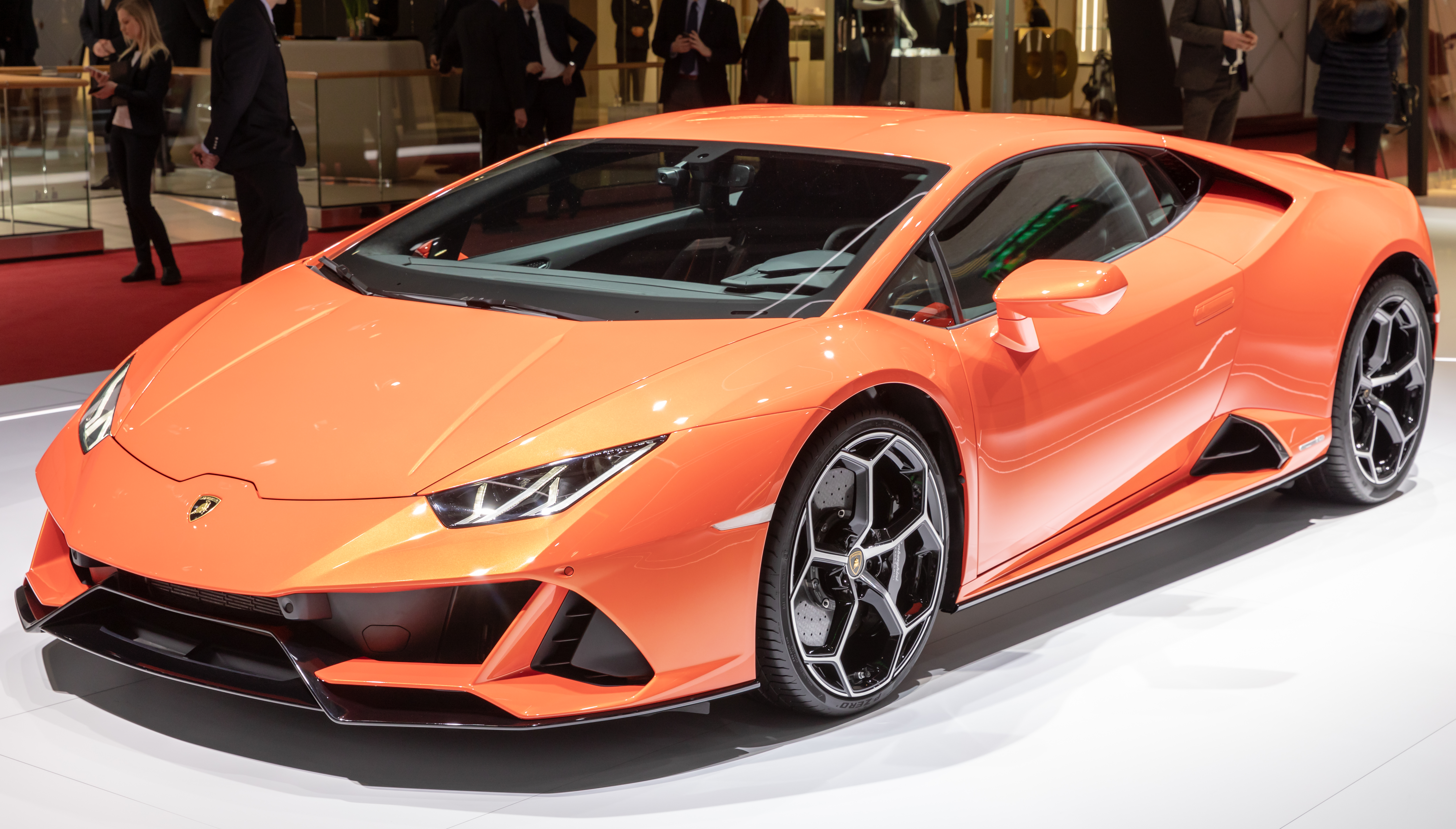
Lamborghini Huracan Evo po liftingu

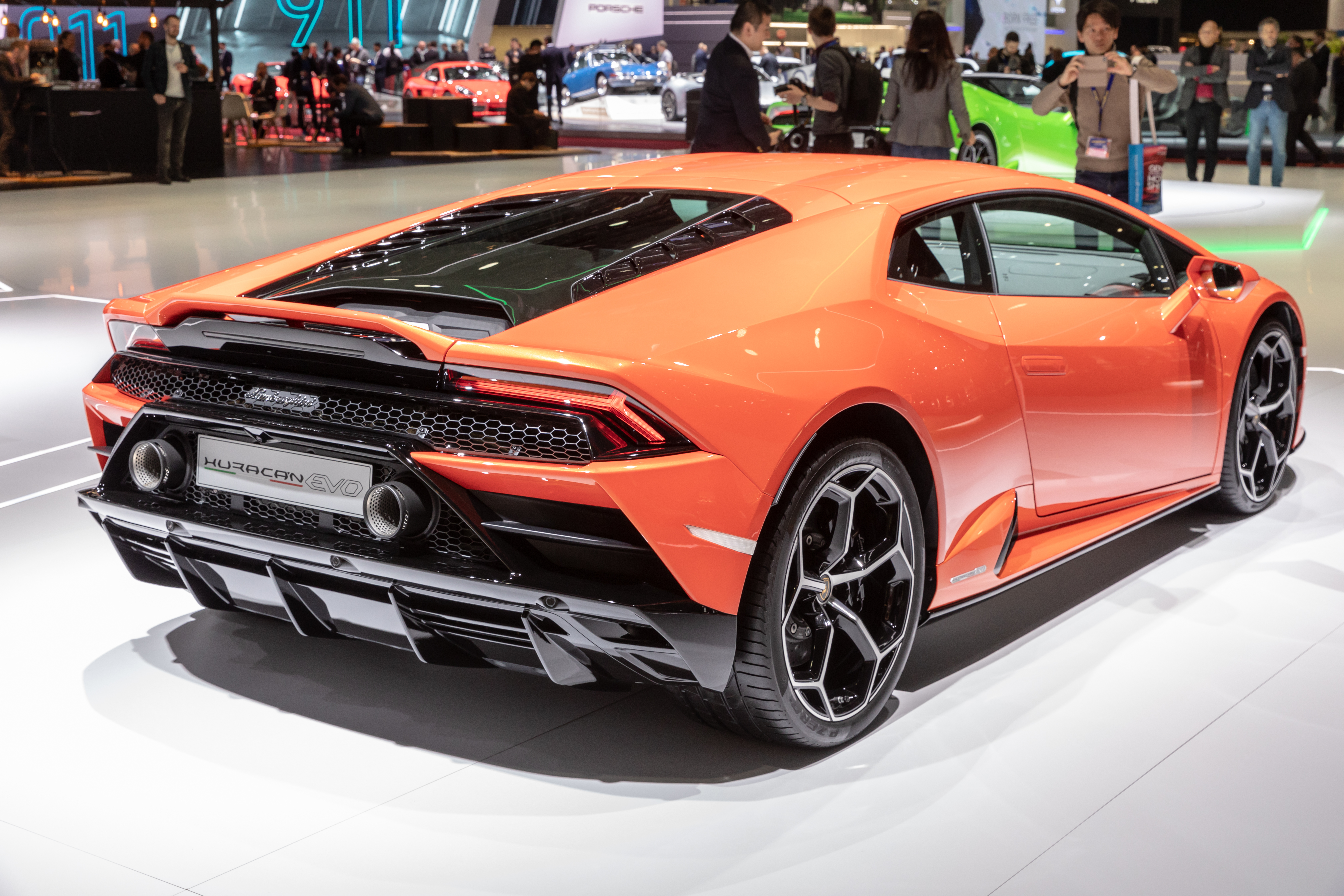
Lamborghini Huracan Evo - tył po liftingu

Na początku krążyły niepotwierdzone informacje, jakoby następca modelu Gallardo będzie się nazywał Cabrera. W grudniu 2013 roku Lamborghini podało nazwę i oznaczenie modelu (LP610-4), a także kod fabryczny LB724. Samochód został stylistycznie utrzymany w kierunku, jaki przedstawia większy i przedstawiony 2 lata wcześniej model Aventadora.
Jednostka napędowa to V10 o pojemności 5204 cm³ i mocy od 580 KM (LP580-2) do 640 KM (LP 640-4 Performante) osiąganych przy 8250 obr./min. Moc przenoszona jest na wszystkie lub tylko na tylne koła za pomocą 7-biegowej dwusprzęgłowej skrzyni biegów. Nazwa Huracán pochodzi od byka z hiszpańskiej hodowli Conte della Patilla z końca XIX wieku. Auto w wersji LP610-4 przyspiesza od 0 do 100 km/h w 3,2 sekundy, A do 200 km/h w 9,9 sekundy. Prędkość maksymalna pojazdu to ponad 325 km/h.
Oficjalna premiera miała miejsce na Geneva Motor Show 4 marca 2014 roku. Oficjalna premiera Lamborghini Huracána w Polsce odbyła się 3. lipca 2014 roku, w pierwszym w Polsce salonie Lamborghini w Warszawie. Auto w Polsce zostało wycenione na ponad 1 mln PLN.
W 2016 roku zaprezentowano wersję LP580-2, która różniła się mocą oraz typem napędu. W modelu tym moc przenoszona jest na tylne koła, różni się ona również stylistycznie: zmieniono spoiler przedni, boczny pas pojazdu oraz wloty powietrza z tyłu. Wersja ta, jako jedyna nie ma w standardzie hamulców ceramicznych, oraz 20-calowych felg. Standardem są felgi aluminiowe oraz hamulce stalowe. Model jest dostępny w wersji Spyder.

### Huracán Performante
W 2017 roku na targach w Genewie został zaprezentowany model Huracan Performante, czyli ulepszona wersja modelu. Posiada on o 30 koni mechanicznych  więcej, na nowo opracowany wydech, pakiet aerodynamiczny wraz z nowym spoilerem i masę obniżoną do 1382 kg. Przyspieszenie do 100 km/h trwa 2.9 czyli o 0.3 sekundy szybciej niż bazowy model, a do 200km/h Huracan rozpędza się po 8.9s. W 2018 do oferty dodano model Performante Spyder, Który posiada taką samą moc jak model Coupe. Wersja otwarta różni się jednak osiągami. Do 100km/h przyspiesza w 3.1 sekundy. We wnętrzu można zamówić sportowe fotele kubełkowe, wykończenie alcantarą lub skórą, oraz klatkę bezpieczeństwa. W październiku 2016 roku, prototyp Performante pokonał tor Nürburgring Nordschleife w czasie 6:52.01, co było ówczesnym rekordem toru.

### Huracán EVO 2020
Na początku 2019 roku producent z Sant'Agata Bolognese zaprezentował zmodernizowanego Huracana nazwanego EVO. Inżynierowie poprawili efektywność aerodynamiczną, która jest pięciokrotnie wyższa w stosunku do modelu z początku produkcji. Zmiany wizualne to m.in.: nowe obręcze, zderzaki, klapa silnika, zintegrowany spojler, inny dyfuzor. Moc wciąż pochodzi z 5,2-litrowego silnika V10 o mocy 640 KM i 600 Nm maksymalnego momentu obrotowego. Masa „na sucho” (bez płynów i kierowcy) wynosi 1422 kilogramy. Na osiągnięcie 100 km/h ze startu zatrzymanego Huracan EVO potrzebuje 2,9 sekundy, a do 200 km/h – 9 sekund. Prędkość maksymalna wynosi 325 km/h.

### Huracan EVO RWD
Na początku 2020 roku firma Automobili Lamborghini pokazała Huracana EVO Rear-Wheel Drive (RWD), czyli bazowy wariant napędzany na tylną oś, będący kontynuacją odmiany LP 580-2, a także Gallardo LP-550. Ten sam 5,2-litrowy silnik V10 w tym wydaniu generuje 610 KM i 560 Nm. Zredukowano masę własną z 1422 kg do 1389 kg, czyli o 33 kg. Stosunek mocy do masy wynosi 2,28 kg/KM, przy rozłożeniu wagi między przednią a tylną osią w proporcji 40/60. Ze względu na gorszą trakcję, osiągnięcie 100 km/h ze startu zatrzymanego trwa 3,3 sekundy, a 200 km/h – 9,3 sekundy. Prędkość maksymalna pozostała bez zmian – 325 km/h. Inżynierowie przeprojektowali system kontroli trakcji Performance Traction Control System (P-TCS), który ma działać o 30% płynniej w stosunku do LP 580-2, efektywniej na wyjściach z zakrętów o 20% i ułatwiać o 30% wprowadzanie pojazdu w nadsterowność. Ceny odmiany RWD są niższe w porównaniu do Huracana AWD o około 16-20% w zależności od rynku. Europejscy klienci w momencie debiutu musieli liczyć się z wydatkiem co najmniej 159 443 euro.